# Engholmen
Engholmen est une île dans le landskap Sunnhordland du comté de Vestland. Elle appartient administrativement à Lindås.

## Géographie
Rocheuse et légères végétations, elle s'étend sur environ 676 m de longueur pour une largeur approximative de 370 m. 